# Jesús Ezquerra
Jesús Ezquerra Muela (Adal-Treto, Cantabria, 30 de novembro de 1990) é um ciclista espanhol. Estreiou com a equipa continetal luxemburguêsa Leopard-Trek Continental Team, filial da equipa RadioShack-Nissan. Para 2018 alinha pela Burgos-BH.

## Biografia
Jesús Ezquerra começou os seus passos no ciclismo à idade de nove anos no clube ciclista colindres.  Em 2011 foi campeão de Cantábria em estrada sub-23 e ganhou a Volta a Palencia. Estes resultados permitiram-lhe acabar segundo da extreme Cycling cup  Copa da Espanha de Ciclismo.

## Palmarés
2016
- 1 etapa da Volta a Portugal

## Resultados nas Grandes Voltas
| Carreira        | 2012 | 2013 | 2014 | 2015 | 2016 | 2017 | 2018 | 2019 |
| --------------- | ---- | ---- | ---- | ---- | ---- | ---- | ---- | ---- |
| Giro d'Italia   | -    | -    | -    | -    | -    | -    | -    | -    |
| Tour de France  | -    | -    | -    | -    | -    | -    | -    | -    |
| Volta a Espanha | -    | -    | -    | -    | -    | -    | 98º  | -    |

-: não participa 

Ab.: abandono 

## Equipas
- Leopard-Trek Continental Team (2012-2013)
- ActiveJet Team (2014-2015)
- Sporting-Tavira (2016-2017)
- Burgos-BH (2018-)